# ورزشگاه شهید باکری تبریز

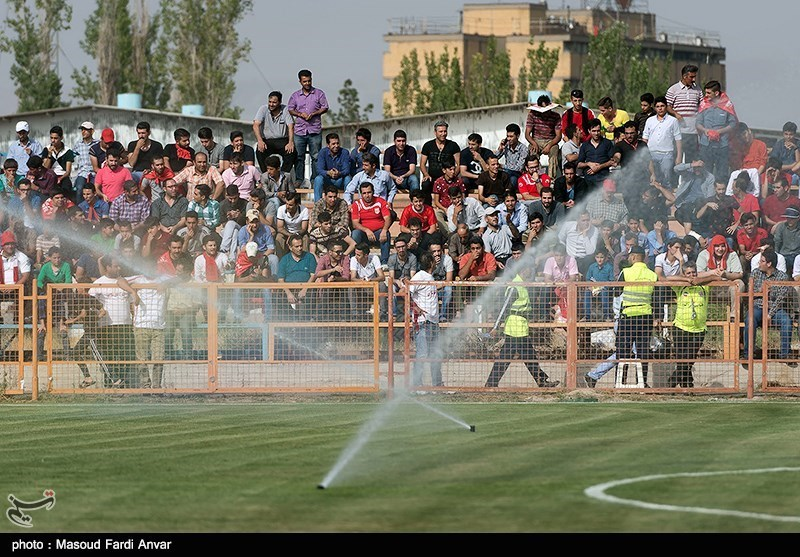
ورزشگاه باشگاه تراکتور تبریز

ورزشگاه تراکتورسازی نام ورزشگاه اختصاصی تیم فوتبال تراکتورسازی تبریز است. این ورزشگاه فاقد نام مصوب بود؛ اما مدیرعامل وقت باشگاه آن را به افتخار مهدی باکری، ورزشگاه شهید باکری نام‌گذاری کرده‌است.
این ورزشگاه دارای ظرفیت ۱۰،۰۰۰ تماشاگر بوده و در کنار مجموعه کارخانجات تراکتورسازی قرار گرفته‌است. باشگاه فوتبال تراکتورسازی تبریز، پیش از صعود به لیگ برتر، بازی‌های خانگی خود را در لیگ آزادگان در این ورزشگاه برگزار می‌کرد؛ اما پس از صعود به لیگ برتر، بازی‌های خانگی خود را در ورزشگاه یادگار امام تبریز و تمرینات خود را نیز در ورزشگاه اختصاصی خود انجام می‌دهد.

## بازسازی
مجموعه ورزشی شهید باکری، در اوایل سال ۱۳۹۰ مورد تعمیر و تجهیز و در مرداد ماه سال ۱۳۹۱ مورد بهره‌برداری مجدد قرار گرفت. از جمله امکانات این ورزشگاه می‌توان به استخر، سونا، سالن بدن‌سازی، سالن سرپوشیده و چند زمین چمن اشاره کرد.